# إيلو (سقز)
قرية إيلو (بالكردية: ئێلوو) هي إحدى القرى التابعة لـتيله کو في ريف قسم زيويه من مقاطعة سقز، في محافظة كردستان الإيرانية.

## السكان
حسب إحصاءات سنة 2006، بلغ إجمالي السكان في إيلو 309 نسمة وعدد المساكن 57 مسكن. لغة سكان إيلو هي اللغة الكردية و هم من أهل السنة والجماعة والمذهب الشافعي.